# Derbidia perelegans
Derbidia perelegans là một loài bọ cánh cứng trong họ Cerambycidae.